# Sighere z Esseksu
Sighere z Esseksu (Sigehere, zm. ok. 688) − współwładca Królestwa Essex w okresie 664–683.
Sighere był synem Sexbalda i wnukiem Sleddy. W 664 roku, wraz z kuzynem Sebbi, został sukcesorem tronu Essex po bezpotomnej śmierci Swithelma.
W 664 roku kraj spustoszyła wielka plaga dżumy, wśród zarażonych znalazł się również Sighere. Jego ozdrowienie lud zinterpretował jako efekt opieki dawnych bogów. Sighere wykorzystał tę sytuację i ogłosił się "stróżem zdrowia swego ludu", reaktywował pogańskie świątynie i dokonał apostazji, podczas gdy Sebbi pozostał wierny chrześcijaństwu. Konsekwencją konfliktu młodych władców było poszukiwanie stronników wśród sąsiadów w pogańskim Wesseksie i chrześcijańskiej Mercji.
Potężniejszym sojusznikiem okazał się Wulfhere z Mercji, który uzyskał władzę zwierzchnią nad Esseksem i nakłonił Sighere do poślubienia swojej bratanicy - Osyth - córki współwładcy Surrey Firthuwolda. Legenda głosi, że zmuszona do małżeństwa Osyth pozostała po ślubie nietknięta, jednak według innych źródeł urodziła Sighere syna, Offa.
Wulfhere wysłał do Esseksu swego biskupa Jarumana z misją ewangelizacyjną, której celem była ponowna chrystianizacja królestwa. Misja Jarumana zakończyła się sukcesem i Sighere ponownie się ochrzcił.
W późniejszym okresie swych rządów w Esseksie, Sighere prawdopodobnie ponownie zwrócił się w stronę Wesseksu. Istnieją przypuszczenia, że zawarł sojusz z Mul, bratem króla Caedwalla, i towarzyszył mu w podboju Kentu. Być może współrządził również Kentem wspólnie z Mul ok. 680 roku, ale już w roku 689 prowincję kontrolował syn Sebbi, Swaefhard, wraz z następcą tronu Kentu, Oswinem.
Sighere zmarł ok. 688 roku, od tego momentu jedynym władcą Esseksu był Sebbi.